# AACTA International Awards 2020
La 9ª edizione della cerimonia degli AACTA International Awards si è tenuta a Los Angeles il 3 gennaio 2020. La cerimonia ha premiato i migliori film internazionali usciti nel corso del 2019.

## Vincitori e candidati

### Miglior film
- Parasite (Gisaengchung), regia di Bong Joon-ho
- 1917, regia di Sam Mendes
- Joker, regia di Todd Phillips
- C'era una volta a... Hollywood (Once Upon a Time... in Hollywood), regia di Quentin Tarantino
- The Irishman, regia di Martin Scorsese

### Miglior regista
- Quentin Tarantino - C'era una volta a... Hollywood (Once Upon a Time... in Hollywood)
- Sam Mendes - 1917
- Todd Phillips - Joker
- Bong Joon-ho - Parasite (Gisaengchung)
- Martin Scorsese - The Irishman

### Miglior attore protagonista
- Adam Driver - Storia di un matrimonio (Marryage Story)
- Antonio Banderas - Dolor y gloria
- Christian Bale - Le Mans '66 - La grande sfida (Ford vs Ferrari)
- Joaquin Phoenix - Joker
- Robert De Niro- The Irishman

### Miglior attrice protagonista
- Saoirse Ronan - Piccole donne (Little Women)
- Awkwafina - The Farewell - Una bugia buona (The Farewell)
- Charlize Theron - Bombshell - La voce dello scandalo (Bombshell)
- Renée Zellweger - Judy
- Scarlett Johansson - Storia di un matrimonio (Marryage Story)

### Miglior attore non protagonista
- Brad Pitt - C'era una volta a... Hollywood (Once Upon a Time... in Hollywood)
- Al Pacino - The Irishman
- Joe Pesci - The Irishman
- John Lithgow - Bombshell - La voce dello scandalo (Bombshell)
- Song Kang-ho - Parasite (Gisaengchung)

### Miglior attrice non protagonista
- Margot Robbie - Bombshell - La voce dello scandalo (Bombshell)
- Florence Pugh - Piccole donne (Little Women)
- Nicole Kidman - Bombshell - La voce dello scandalo (Bombshell)
- Toni Collette - Cena con delitto - Knives Out (Knives Out)
- Margot Robbie - C'era una volta a... Hollywood (Once Upon a Time... in Hollywood)

### Miglior sceneggiatura
- Taika Waititi - Jojo Rabbit
- Quentin Tarantino, C'era una volta a... Hollywood (Once Upon a Time... in Hollywood)
- Todd Phillips e Scott Silver - Joker
- Bong Joon-ho e Han Ji-won - Parasite (Gisaengchung)
- Steven Zaillian - The Irishman